# Список погибших на Евромайдане
Небесная сотня — люди, погибшие во время Евромайдана, акций протеста на Украине в декабре 2013 — феврале 2014 года. В данный список входят люди, которые имели непосредственное отношение к акциям Евромайдана. Погибшие указаны в хронологическом порядке.
Всего по данным Министерства здравоохранения Украины, с 30 ноября 2013 года по 14 апреля 2014 года в ходе акций протеста в Киеве и в регионах Украины погибли 106 человек.

## Список жертв

### До 18 февраля
| №  | Фамилия, имя, отчество        | Краткие сведения | Дата смерти              | Обстоятельства смерти |
| -- | ----------------------------- | --- | ------------------------ | --- |
| 1  | Мазуренко, Павел Анатольевич  | 2 декабря 1971, пгт Любар Житомирской области. Работал в Киеве программистом. По словам друзей, был на Евромайдане только 1 раз. Остались жена и 9-летний сын. | 22 декабря 2013          | Вечером 18 декабря 2013 года по дороге домой, в Святошинском районе возле торгового центра «Квадрат» при проверке документов по словам родственников был избит правоохранителями (по другим данным — сотрудниками ЧОПа). 21 декабря обратился в больницу, где было зафиксировано сотрясение мозга, скончался на следующий день. Официальное заключение судмедэкспертизы — двусторонняя плевропневмония. |
| 2  | Слободян, Тарас Игоревич      | 10 декабря 1982, Тернополь. Аспирант Тернопольского национального экономического университета. | октябрь 2013/январь 2014 | Тело найдено 1 марта 2014 в лесополосе на окраине города Сумы на улице Пограничной вблизи завода «Керамея» со следами многочисленных побоев и отсечённой рукой По одной из версий мог покончить жизнь самоубийством ещё в октябре 2013. |
| 3  | Вербицкий, Юрий Тарасович     | 25 августа 1963, Львов. Кандидат наук, работал в отделе сейсмичности Карпатского отделения Института геофизики НАН Украины во Львове. В середине января 2014 взял отпуск и приехал на Евромайдан. | 21/22 января 2014        | Похищен неизвестными из Александровской больницы, где лечил травму глаза, вместе с активистом Игорем Луценко утром 21 января 2014 года. Его тело было найдено 22 января в окрестностях села Гнедин Бориспольского района Киевской области со следами пыток. По видеопоказаниям друга Юрия Вербицкого Романа, при опознании было очевидно, что ноги перебиты — виднелись кости, вся спина была синяя, лицо разбито, ребра выпирали справа из кожи, потому что скорее всего были сломаны. Официальной причиной смерти врачами больницы признано переохлаждение. |
| 4  | Нигоян, Сергей Гагикович      | 2 августа 1993, уроженец и житель села Березноватовка Днепропетровской области. Его семья переехала на Украину, спасаясь от войны в Нагорном Карабахе. Бывший студент Днепродзержинского колледжа физического воспитания. На Евромайдан приехал 8 декабря 2013, участвовал в его охране. После его смерти, 20 февраля 2014 года члены объединения «Гражданский договор» в Спитаке на площади, носящей имя Виктора Януковича, прикрепили на трёхстороннюю вывеску с именем президента Украины плакаты с надписями на армянском и украинском языках: «Площадь имени Сергея Нигояна. Малый Майдан». | 22 января 2014           | Погиб 22 января 2014 во время столкновений на улице Грушевского. Получил три огнестрельных ранения картечью на основе сплава свинца — в голову, шею и грудь. По заявлению замначальника следственного ГУ МВД Виталия Сакала, сделанному на следующий день, Нигояна убили картечью из охотничьего ружья — 2 выстрела в грудь и один в голову, при этом на вооружении милиции такое оружие отсутствует. На тот момент следствие рассматривало, в числе других версий, убийство с целью спровоцировать эскалацию конфликта и оправдать использование оружия митингующими. 18 ноября 2015 года начальник Управления спецрасследований Генеральной прокуратуры Украины Сергей Горбатюк заявил, что Нигояна, Жизневского и Сеника убили либо провокаторы, либо переодетые сотрудники правоохранительных органов, так как предполагаемые ранее в качестве убийц правоохранители находились на расстоянии тридцати метров, а активисты были убиты выстрелами с трех метров. В то же время, по словам Горбатюка, с учётом того, что патроны для остановки транспортных средств поставляются только в милицию — а именно этими патронами были совершены убийства Жизневского и Сеника — это указывало на то, что все-таки могут быть причастны правоохранители. Друзья и знакомые с Майдана предполагают, что Нигоян был выбран в качестве жертвы из-за своей заметности, по причине которой он часто попадал в объективы журналистов. |
| 5  | Жизневский, Михаил Михайлович | 26 февраля 1988, Гомель. Из Белоруссии эмигрировал на Украину в 2005 году по политическим мотивам. Член УНА-УНСО. В последнее время жил и работал в Киеве и Белой Церкви. С первых дней участвовал в охране Евромайдана. | 22 января 2014           | Погиб 22 января 2014 во время столкновений на улице Грушевского. Получил сквозное ранение в сердце пулей из «Форт-500», гладкоствольного ружья калибра «12 gauge» совместимого с охотничьими патронами; такие пули в МВД используются для повреждения двигателей автомобилей. 18 ноября 2015 года начальник Управления спецрасследований Генеральной прокуратуры Украины Сергей Горбатюк заявил, что Нигояна, Жизневского и Сеника убили либо провокаторы, либо переодетые сотрудники правоохранительных органов, так как предполагаемые ранее в качестве убийц правоохранители находились на расстоянии тридцати метров, а активисты были убиты выстрелами с трех метров. Позднее новая экспертиза пришла к выводу, что выстрелы были совершены с расстояния 20 метров, то есть с расстояния на котором находились милиционеры. |
| 6  | Сенык, Роман Фёдорович        | 26 июля 1968, Наконечное Второе, Львовской области. Последние годы жил в г. Турка, работал оператором на АЗС. Трижды ездил на Евромайдан, входил в 29-ю сотню самообороны. | 25 января 2014           | Умер в киевской больнице. Во время столкновений 22 января 2014 на ул. Грушевского получил тяжелое огнестрельное ранение в плечо. Смерть наступила от потери крови. |
| 7  | Хомяк, Виктор Борисович       | 20 февраля 1958, житель села Голышев Волынской области. | 27 января 2014           | После ночного дежурства в Самообороне найден повешенным на внутренней стороне каркаса недостроенной ёлки, расположенной на Площади Независимости. На теле были обнаружены многочисленные раны. |
| 8  | Калиняк, Богдан Михайлович    | 29 января 1961, родом из Коломыи, Ивано-Франковской области. | 28 января 2014           | Умер в госпитале в Ивано-Франковске от пневмонии. Городской голова Коломыи Игорь Слюзар рассказал, что Калиняк 2 месяца с маленькими перерывами по четыре дня стоял на Майдане и, имея родную сестру в Киеве, не ходил к ней, чтобы отогреваться. |
| 9  | Бадера, Александр Николаевич  | 1 января 1948, уроженец Владимира-Волынского, отец четырёх детей. | 28 января 2014           | Умер в киевской больнице от травм, полученных во время столкновений 22 января 2014 года на улице Грушевского. |
| 10 | Синенко, Сергей Петрович      | 5 марта 1978, Запорожье, жил в селе Владимирское Запорожской области. Активист «Автомайдана» Запорожья. Отец четырёх детей. | 13 февраля 2014          | В четверг, 13 февраля, на дороге между селами Красный Яр и Ивангород в Запорожском районе сгорел автомобиль «Тойота» вместе с владельцем внутри. По предварительной информации, возгорание произошло из-за того, что неизвестный выстрелил в бензобак автомобиля, отчего тот загорелся. Труп был опознан по ДНК. В видео обращении ответственность за убийство взяли на себя т. н. «Призраки Севастополя». На похороны пришло около 100 человек |

### 18—21 февраля
| №  | Фамилия, имя, отчество             | Краткие сведения | Дата смерти     | Обстоятельства смерти |
| -- | ---------------------------------- | --- | --------------- | --- |
| 1  | Наумов, Владимир Григорьевич       | 9 марта 1970, с. Шевченко, Добропольский район, Донецкая область. Работал в городе Родинское водителем в ЖЭКе. | 18 февраля 2014 | Тело обнаружили 18 февраля, утром, на Трухановом острове. Погибший имел платок Самообороны Майдана на шее. Милицейская версия смерти активиста — самоубийство. В МВД считают, что мужчина прыгнул с пешеходного моста. |
| 2  | Дидыч, Сергей Васильевич           | 3 ноября 1969, Стрельче, Городенковский район Ивано-Франковской области. Депутат Городенковского районного совета Ивано-Франковской области от ВО Свобода, сотник Евромайдана. | 18 февраля 2014 | Погиб днём 18 февраля в Киеве во время столкновений между митингующими и «Беркутом». По первоначальной версии, граната разорвала ему сонную артерию на шее. Впоследствии были установлены точные обстоятельства его гибели. Убегавший от сотрудников МВД Дидыч был сбит в Крепостном переулке грузовиком «Газ», за рулём которого находился другой активист Майдана, Леонид Бибик, угнавший автомобиль и пытавшийся прорвать ряды милиции. Наезд двумя правыми колёсами был зафиксирован на 20-секундном видеоролике, снятом оператором МВД. Сергея Дидыча, у которого была раздавлена голова, опознали первым из всех жертв «чёрного вторника» благодаря тому, что на нём был бейдж коменданта Майдана. Тело обнаружили в «Доме офицеров» г. Киева. |
| 3  | Кищук, Владимир Юрьевич            | 22 февраля 1956, родом из Запорожской области, житель пгт Дымер Киевской области, владелец строительного магазина. | 18 февраля 2014 | Погиб днём 18 февраля во время столкновений между митингующими и «Беркутом» в районе Верховной Рады. Убит выстрелом в голову. Тело обнаружили в «Доме офицеров» г. Киева. |
| 4  | Шаповал Сергей Борисович           | 5 июня 1969, Киев. Активист Самообороны Майдана. | 18 февраля 2014 | Погиб на ул. Грушевского в результате 2 огнестрельных ранений в живот и сердце. Тело обнаружили в «Доме офицеров» г. Киева. |
| 5  | Сердюк Игорь Николаевич            | 3 февраля 1969, предприниматель из г. Кременчуг Полтавской области, знаменосец 9-й сотни Самообороны. | 18 февраля 2014 | Убит выстрелом из обреза в лицо во время строительства баррикады на перекрёстке улицы Институтской и Крепостного переулка. |
| 6  | Хурция, Зураб                      | 29 июля 1960, Гагра, Грузия. В 1993 из-за войны бежал в Сенаки. В 2013 приехал в Киев для организации бизнеса. Вступил в Кировоградскую сотню Самообороны. | 18 февраля 2014 | Тело обнаружили на баррикаде, размещенной на ул. Институтской, возле верхнего входа в метро «Крещатик». Погибший имел при себе пенсионное удостоверение серия АІІІ № 848773 на имя Николая Никитина, выданное в г. Кировограде, и паспорт гражданина Грузии на имя Zurab KHURTSIA № 620075680, выдано посольством Грузии на Украине. «У него было больное сердце, он принимал лекарства. Из-за событий на ул. Институтской оно не выдержало», — сообщил позже Николай Никитин. |
| 7  | Дворянец, Антонина Григорьевна     | 23 марта 1952, жительница г. Бровары Киевской области. | 18 февраля 2014 | Тело обнаружили на баррикаде на ул. Институтской, возле верхнего входа в метро «Крещатик». У неё нашли удостоверение ликвидатора чернобыльской катастрофы на имя Дворянец Антонина № 073155. Погибла от избиения милицейскими дубинками. |
| 8  | Корчак, Андрей Богданович          | 18 июля 1964, г. Борислав, проживал в г. Стрый Львовской обл., работал строителем. | 18 февраля 2014 | На Евромайдане с 30 ноября 2013, был десятником десятки Стрыйской сотни. Умер в 17-й больнице г. Киева, получив черепно-мозговую травму во время столкновений на ул. Институтской. |
| 9  | Зайко, Яков Яковлевич              | 4 апреля 1940, Житомир, Народный депутат Украины I-го созыва. | 18 февраля 2014 | Умер от инфаркта на ул. Институтской. |
| 10 | Прохорский, Василий Петрович       | 4 мая 1980, уроженец казацкой семьи из Щучьей Гребли Черниговской области. Электрик, с первых дней участвовал в Самообороне и Медицинской сотне Майдана. | 18 февраля 2014 | Около 18:00, в районе Львовской баррикады на улице Институтской, загружая раненых в кареты «скорой помощи», получил пулевое ранение в затылок, от чего скончался на месте. Тело опознано в морге Центра судебно-медицинской экспертизы Минздрава Украины 22 февраля. |
| 11 | Плеханов, Александр Викторович     | 7 марта 1991, Киев. Студент архитектурного факультета, на следующий день должен был получить диплом бакалавра. | 18 февраля 2014 | 18 февраля около 20:00 получил пулевое ранение в центре Киева. Умер в 17-й больнице. |
| 12 | Брезденюк, Валерий Александрович   | 17 июня 1963, г. Жмеринка Винницкой области. Украинский художник, известен рисунками на воде. | 18 февраля 2014 | Погиб 18 февраля ночью во время митинга в г. Киеве на Майдане. Был убит выстрелом в спину. В 20 часов был ещё жив. Сказал родственникам, что с ним всё нормально. На второй звонок сына Валерий уже не ответил. Около первого часа ночи трубку взяли посторонние люди и сообщили, что его уже нет в живых. |
| 13 | Кульчицкий, Владимир Станиславович | 25 июля 1949, Киев. | 18 февраля 2014 | Около 22:30 18 февраля на баррикадах возле Дома Профсоюзов получил 2 пулевых ранения — в сердце и в живот. |
| 14 | Бондарев, Сергей Анатольевич       | 24 ноября 1981, Краматорск, Донецкая область. Программист GlobalLogic, последние годы работал и жил в Киеве. Осталась жена на 8-м месяце беременности и дочь, проживающая в г. Краматорск. | 18 февраля 2014 | Погиб от четырёх пулевых ранений во время первого штурма у «Дома профсоюзов» Киева. 20 февраля опознан родственниками в морге. |
| 15 | Прохорчук, Виктор Александрович    | 25 мая 1975, уроженец Владимира-Волынского, отец двоих детей. Активист Самообороны Майдана с первых дней. | 18 февраля 2014 | 18 февраля тело обнаружили во дворе на Крещатике, куда оно было выброшено со следами насильственной смерти и с перерезанным горлом, опознан в морге на следующий день. |
| 16 | Максимов, Дмитрий Вячеславович     | 17 ноября 1994, Киев, мастер спорта по дзюдо, серебряный (в командном зачёте) и бронзовый (в личном зачёте) призёр по дзюдо сурдлимпиады в Софии 2013 года. | 18 февраля 2014 | Погиб вечером 18 февраля, после взрыва противопехотной гранаты, брошенной бойцами спецподразделения «Сокол». |
| 17 | Капинос, Александр Анатольевич     | 10 марта 1984, активист ВО «Свобода», село Дунаев Кременецкого района Тернопольской обл. В 2012 году выдержал 12 дней без пищи в знак протеста против «языкового закона». | 19 февраля 2014 | Вечером 18 февраля 2014 между 21:00 и 22:00 часами получил ранения головы от взрыва гранаты во время атаки силовиков у баррикады возле Дома профсоюзов. Умер после 4-часовой операции в больнице. |
| 18 | Нечипорук, Юрий Викторович         | 6 ноября 1986 год, Хмельник, Хмельникский район, Винницкая область, полковник Вооружённых Сил Украины. Подвозил активистов Евромайдана на своей машине. | 18 февраля 2014 | Поздним вечером 18 февраля машина была остановлена «титушками». На теле насчитали 20 ножевых ранений — из них два на шее и девять в области сердца. Труп обнаружили в 30 километрах от Киева в районе Глевахи. |
| 19 | Веремий, Вячеслав Васильевич       | 22 февраля 1980, Киев. Журналист газеты «Вести». 19 января во время столкновений на Грушевского получил ранение в глаз, был заменён хрусталик. 18 февраля в первый день после больничного вышел на работу. | 19 февраля 2014 | В ночь на 19 февраля на углу улиц Владимирской и Большой Житомирской по дороге домой был убит «титушками», которых пытался снять на камеру, при этом получил пулевое ранение в грудь. Смерть наступила из-за потери крови и ранений, не совместимых с жизнью. |
| 20 | Черненко, Андрей Николаевич        | 9 декабря 1978, Слободо-Петровка, Гребёнковский район Полтавской области. Жил в Киеве, работал автоэлектриком. Остался 7-месячный ребёнок. | 19 февраля 2014 | 18 февраля ранен в грудь и был доставлен из Дома профсоюзов в 17-ю больницу с проникающим огнестрельным ранением грудной клетки, скончался на следующий день. |
| 21 | Пасхалин, Юрий Александрович       | 18 января 1984, с. Носачов, Смелянский район Черкасской области. Проживал в Киеве, работал на частном предприятии кладовщиком. На Майдан пришёл 18 февраля во второй раз. | 19 февраля 2014 | Получил три огнестрельных ранения в спину и 1 пневматическое ранение, умер в 18-й больнице. |
| 22 | Васильцов, Виталий Валерьевич      | 16 ноября 1977, с. Гавриловцы, Каменец-Подольский район Хмельницкой области; жил в селе Жорновка, Киевской области, имел двоих детей. | 19 февраля 2014 | Около 0:50 в ночь на 19 февраля застрелен из автоматического оружия на ул. Большой Житомирской. По словам свидетеля, выстрел был из помещения МВД. Находился в Александровской (Октябрьской) больнице (ул. Шелковичная). |
| 23 | Швец, Виктор Николаевич            | 1951 г. р., село Гатное, Киевская обл.. Старший мичман-подводник в отставке, пенсионер. | 19 февраля 2014 | Вечером 18 февраля пошёл на Майдан. В ночь на 19 февраля получил несколько огнестрельных ранений, скончался около 1:00, тело нашли в морге на ул. Оранжерейной. |
| 24 | Топий, Владимир Петрович           | 26 апреля 1955, из села Вишня Городокского района, Львовской области. С 24 декабря 2013 года был в 12 сотне Самообороны. | 19 февраля 2014 | В ночь на 19 февраля погиб во время пожара в Доме Профсоюзов. |
| 25 | Клитинский, Александр Иванович     | 15 мая 1988, село Чернелевцы, Хмельницкая обл. С декабря 2013 года был в Самообороне Майдана. | 19 февраля 2014 | В ночь на 19 февраля погиб во время пожара в Доме Профсоюзов. 8 июля 2014 года тело удалось опознать в результате анализа ДНК. |
| 26 | Бойков, Владимир Васильевич        | 12 февраля 1955, Львов, жил в Киеве. Директор строительной фирмы, отец троих детей. 18 февраля пришёл на Майдан. | 19 февраля 2014 | Скончался от трёх огнестрельных ранений в спину, опознан в морге 24 февраля. |
| 27 | Чернец, Виктор Григорьевич         | 27 мая 1977, житель с. Подобная Черкасской обл., имел двоих детей. | 19 февраля 2014 | На трассе «Одесса-Киев» жители Манькивки и Умани возле села Подобная установили блокпост на дороге, чтобы «титушки» и спецназовцы не добрались до столицы. Водитель неустановленного джипа, пробивая дорогу «внутренним войскам», на большой скорости 19 февраля сбил насмерть 37-летнего жителя села Подобная. |
| 28 | Пагор, Дмитрий Алексеевич          | 10 апреля 1993, с. Хропотова Чемеровецкого района Хмельницкой обл. | 19 февраля 2014 | Погиб вечером в Хмельницком во время штурма здания СБУ, откуда была открыта стрельба. Был ранен в голову, вскоре умер в больнице. «В морге нам сказали, что у него пулевое ранение, стреляли из автомата Калашникова, но пули не показали. Дима закрывал собой девушку, когда прозвучали выстрелы», — рассказал дядя погибшего. |
| 29 | Вареница, Роман Михайлович         | 14 декабря 1978, село Старый Яр, Яворовский район Львовской области. | 20 февраля 2014 | Застрелен на ул. Большой Житомирской. Находился в Александровской (Октябрьской) клинической больнице (ул. Шелковичная). |
| 30 | Пантелеев, Иван Николаевич         | 1 декабря 1981 г. Краматорск, Донецкая область. Рок-музыкант, солист группы «Небо минуса». С 10 декабря участник Самообороны Майдана. | 20 февраля 2014 | Погиб на ул. Институтской в 10:30 из-за смертельного ранения в сердце. В теле обнаружено 7 пуль, идентифицировано в гостинице «Украина». |
| 31 | Чаплинский, Владимир Владимирович  | 13 января 1970 г. Обухов, Киевская область. Отец двоих детей. | 20 февраля 2014 | 20 февраля на улице Институтской погиб от пули снайпера. |
| 32 | Точин, Роман Петрович              | 6 августа 1970, г. Ходоров, Львовской обл. Отец двоих детей. С 1 декабря 2013 участник Самообороны Майдана | 20 февраля 2014 | Погиб от огнестрельного ранения в голову во время контратаки на ул. Институтской. Тело идентифицировано в гостинице «Украина». |
| 33 | Чмиленко, Виктор Иванович          | 4 февраля 1961, село Борисовка Бобринецкого района Кировоградской обл. Фермер. | 20 февраля 2014 | Около 11:20 застрелен снайпером на ул. Институтской при попытке помочь товарищу. |
| 34 | Гурик, Роман Игоревич              | 2 октября 1994, г. Ивано-Франковск, студент философского факультета Прикарпатского университета. | 20 февраля 2014 | Погиб на ул. Институтской от выстрела снайпера в висок около 12:15. |
| 35 | Ушневич, Олег Михайлович           | 20 июня 1982, Дрогобыч, Львовской области. | 20 февраля 2014 | Застрелен снайпером на Институтской возле Октябрьского дворца. Тело идентифицировано в гостинице «Украина». |
| 36 | Ткачук, Игорь Михайлович           | 1 сентября 1975, род. в Знаменске Калининградской области, проживал в Большой Каменке Коломыйского района Ивано-Франковской области. Отец троих детей. Занимался строительством, реставрацией мебели. | 20 февраля 2014 | Застрелен снайпером на Институтской улице, тело идентифицировано в гостинице Украина. |
| 37 | Царёк, Александр Николаевич        | 2 января 1959, пгт Калиновска, Васильковского района Киевской обл. Строитель, отец пятерых детей. С первых дней участник Самообороны Майдана. | 20 февраля 2014 | Погиб от трёх пулевых ранений во время атаки возле «Октябрьского дворца». Тело идентифицировано в гостинице «Украина». |
| 38 | Голоднюк, Устим Владимирович       | 8 декабря 1994, город Збараж, Тернопольская область. Студент Бережанского агротехнического института. Был в Самообороне Майдана с ноября 2013 года. 30 ноября во время разгона митинга был избит, наложили 12 швов. Как только раны зажили, снова поехал на Майдан.                                               | 20 февраля 2014 | Умер в гостинице «Украина» в результате огнестрельного ранения в голову, которое получил, помогая убирать тела погибших у верхнего выхода станции метро «Крещатик». |
| 39 | Щербанюк, Александр Николаевич     | 2 января 1961, предприниматель из г. Черновцы, член Батькивщины. На Майдане был с первых дней с перерывами. Отец двоих детей. | 20 февраля 2014 | Убит двумя пулевыми ранениями (в сердце и живот) возле стелы. |
| 40 | Костенко, Игорь Игоревич           | 31 декабря 1991, студент-географ, из Львова, редактор украинской Википедии. | 20 февраля 2014 | Был убит двумя пулевыми выстрелами в районе «Октябрьского дворца» города Киева. По словам его друга Владимира, который переносил тело Игоря, его ноги были перебиты, «так что их можно было завязать на узел». |
| 41 | Шиллинг, Иосиф Михайлович          | 14 марта 1952, строитель, уроженец села Вороблевичи Дрогобычского района Львовской области. | 20 февраля 2014 | Погиб от выстрела в голову возле Октябрьского дворца. Тело идентифицировано около 12:00 в гостинице «Украина». |
| 42 | Паращук, Юрий Григорьевич          | 1 июля 1966, Тальное, Черкасская обл.; проживал в Харькове. Столяр, «свободовец», отец троих детей. | 20 февраля 2014 | Убит от выстрела с крыши на ул. Институтской, о чём сообщил Игорь Швайка в твиттере. Был волонтёром, на нём не было защитной одежды и шлема. Получил смертельное пулевое ранение в затылок во время отступления силовиков с баррикад. Опознан сестрой. |
| 43 | Дзявульский, Николай Степанович    | 9 января 1958, уроженец Емельяновского района Красноярского края, житель Шепетовки Хмельницкой области. Помощник народного депутата Игоря Сабия, член ВО «Свобода». | 20 февраля 2014 | Застрелен на ул. Институтской, получил смертельное ранение в сердце. |
| 44 | Сольчаник, Богдан Зиновьевич       | 25 июля 1985, г. Старый Самбор Львовской обл., преподаватель кафедры истории Украинского католического университета. | 20 февраля 2014 | Погиб между 8:10—9:25 от выстрела из снайперской винтовки в шею возле Октябрьского дворца. |
| 45 | Бондарчук, Сергей Михайлович       | 9 сентября 1969, г. Староконстантинов Хмельницкой обл., учитель физики. Помощник народного депутата Игоря Сабия, глава Староконстантиновской городской организации ВО «Свобода». | 20 февраля 2014 | Убит снайпером на ул. Институтской. |
| 46 | Мойсей, Василий Михайлович         | 23 марта 1992, уроженец села Зубрец Бучачского района Тернопольской области, проживал в г. Киверцы Волынской обл.. Учился в Университете развития личности «Украина» в г. Луцке на 4-м курсе. Активист ВО «Свобода». Приехал на Майдан в Киев вместе со своими товарищами в ночь с 18 на 19 февраля.              | 20 февраля 2014 | Утром 20 февраля 2014 на улице Институтской получил огнестрельное ранение в грудную клетку, несмотря на «гражданский бронежилет». Умер в 17-й больнице Киева. |
| 47 | Байдовский, Сергей Романович       | 21 августа 1990, город Нововолынск Волынской области. Инспектор по безопасности линейной части магистральных нефтепроводов «Дружба». Рядовой «Украинского реестрового казачества». | 20 февраля 2014 | Убит снайпером на ул. Институтской. |
| 48 | Арутюнян, Георгий Вагаршакович     | 4 июля 1960, уроженец Батуми, житель Ровно. Гражданин Грузии (имел вид на жительство на Украине), член ровенской ВО «Свобода». У него осталось 2 дочери, младшей 3 года. | 20 февраля 2014 | Убит снайпером возле стелы. Пуля вошла в левую часть шеи и вышла через правое плечо. |
| 49 | Войтович, Назарий Юрьевич          | 2 июня 1996, на момент убийства несовершеннолетний, уроженец села Травневое Збаражского района Тернопольской обл.. Учился на третьем курсе отделения дизайна Тернопольского кооперативного торгово-экономического колледжа. Вечером 19 февраля поехал на Майдан.                                                  | 20 февраля 2014 | Погиб на ул. Институтской от снайперской пули, попавшей в глаз. Был самым молодым среди погибших. |
| 50 | Гриневич, Эдуард Михайлович        | 31 мая 1985, село Деревок Любешевского района Волынская обл.. Частный предприниматель, член ВО «Свобода». На Майдан приезжал трижды. Был членом сотни «Волынская Сечь». | 20 февраля 2014 | Был застрелен снайпером в висок на улице Институтской в 10:25 утра на восьмой баррикаде, напротив вестибюля станции метро «Крещатик». |
| 51 | Жаловага, Анатолий Григорьевич     | 13 марта 1980, уроженец села Дубляны Жолковского района Львовской области; жил во Львове. Окончил Львовский государственный университет физической культуры. Кандидат в мастера спорта по гандболу. Работал строителем. 18 февраля поехал на Майдан.                                                              | 20 февраля 2014 | Около 10:00 убит снайперским выстрелом в голову на ул. Институтской. |
| 52 | Жеребный, Владимир Николаевич      | 6 октября 1985, уроженец села Вишня Городокского района Львовской области; жил в г. Рудки Самборского района Львовской обл. Работник Вишнянского колледжа Львовского национального аграрного университета. Дважды ездил на Майдан.                                                                                | 20 февраля 2014 | Убит двумя выстрелами снайпера в шею и голову на ул. Институтской. |
| 53 | Кемский, Сергей Александрович      | 15 ноября 1981, уроженец г. Керчь, проживал в Коростене и Киеве, эксперт Института политических и экономических рисков и перспектив, анархо-синдикалист. | 20 февраля 2014 | Погиб от выстрела снайпера в шею на Институтской улице, недалеко от Октябрьского дворца во время столкновения сторонников Евромайдана и силовиков, помогая выносить раненых. |
| 54 | Мовчан, Андрей Сергеевич           | 17 января 1980, уроженец села Великие Осняки Репкинского района Черниговской области; жил в Киеве. Работал в Национальном академическом драматическом театре имени Ивана Франка мастером сцены. Член «Демократического Альянса». Был волонтёром на Майдане, разносил еду на баррикады.                            | 20 февраля 2014 | Погиб от огнестрельного ранения в голову на баррикадах по ул. Институтской. |
| 55 | Смоленский, Виталий Витальевич     | 5 октября 1984, уроженец села Фурманка Уманского района Черкасской области. Жил и работал в Киеве. Осталось двое маленьких детей. | 20 февраля 2014 | Тело обнаружено во дворе возле Михайловского златоверхого собора г. Киева. |
| 56 | Дигдалович, Андрей Иванович        | 3 июня 1973, село Сокольники Пустомытовского района Львовской области. Отец двоих детей. С декабря в сотне ветеранов Афганистана Самообороны Майдана (хотя и не служил в Афганистане). Был несколько раз ранен; в январе в столкновениях с «Беркутом» утратил 80 % зрения в одном глазу, тайно лечился во Львове. | 20 февраля 2014 | Убит снайпером в грудь, когда выносил раненого. Пуля пробила бронежилет насквозь. Умер через 5 минут по прибытии в медицинский пункт. |
| 57 | Вайда, Богдан Иванович             | 28 апреля 1965, уроженец г. Стебник, жил в селе Летня Дрогобычского района Львовской области. На Майдане в первый раз был с 12 по 18 декабря 2013. Вернулся 19 февраля 2014 года, был в 12-й сотне Самообороны.                                                                                                   | 20 февраля 2014 | Убит выстрелом снайпера в голову на улице Институтской. |
| 58 | Дмитров, Игорь Фёдорович           | 9 октября 1983, уроженец Калуша, проживал в селе Копанки Калушского района Ивано-Франковской области. 18 февраля, не предупредив родных, уехал в Киев. | 20 февраля 2014 | Погиб во время контратаки на ул. Институтской от четырёх огнестрельных ранений, которые повредили лёгкое, почку и аорту. |
| 59 | Корнеев, Анатолий Петрович         | 23 января 1961, уроженец села Цвикловцы Каменец-Подольского района Хмельницкой области. Глава села Руда. Регулярно ездил на Майдан, привозил продукты. | 20 февраля 2014 | Убит выстрелом в сердце во время отступления силовиков на ул. Институтской, у парапета в районе зелёного забора за Октябрьским дворцом. |
| 60 | Коцюба, Виталий Николаевич         | 7 июня 1982, уроженец села Вороблячин Яворовского района Львовской области. Жил в г. Новояворовске. Отец двоих детей. Дважды ездил на Майдан. | 20 февраля 2014 | Погиб от огнестрельного ранения. |
| 61 | Опанасюк, Валерий Адамович         | 20 мая 1971, г. Ровно. Работал автомехаником. Отец четверых детей. | 20 февраля 2014 | Перед тем два дня не выходил на связь. Погиб от пули снайпера, когда вытаскивал с передовой раненых людей. |
| 62 | Паньков, Николай Александрович     | 6 января 1975, с. Лапаевка Пустомытовского района Львовской обл. Жил в селе Холодноводка. Отец двоих детей. Активист «Правого сектора». 5 раз ездил на Евромайдан, приехал в последний раз вечером 18 февраля. | 20 февраля 2014 | Был застрелен в грудь, когда выносил раненых и убитых с ул. Институтской. |
| 63 | Храпаченко, Александр Владимирович | 18.09.1987, Ровно. По образованию был театральным режиссёром. Член Волынской сотни самообороны Майдана. | 20 февраля 2014 | Погиб от снайперского выстрела в глаз около 11:00. |
| 64 | Шимко, Максим Николаевич           | 21 октября 1979, Винница. Участник клуба исторической реконструкции «Белый волк». Казак 4-го редута Майдана. | 20 февраля 2014 | Убит выстрелом снайпера в шею во время того, как пытался спасти раненого. Неизвестного без документов, только с билетом на поезд в Винницу нашёл среди погибших тернопольский репортёр «20minut.ua». Фото убитого винничанина разместили на сайте, чтобы найти его родственников. За несколько часов выяснилось — в г. Киеве погиб 34-летний Максим Шимко. |
| 65 | Блёк, Иван Иванович                | 21 июля 1973, г. Городок Львовской области. Предприниматель. 4 раза ездил на Майдан, в последний — 18 февраля. | 20 февраля 2014 | Погиб от пули снайпера, попавшей в сердце на ул. Институтской. Девичья фамилия жены — Тур, мужа иногда также называли Туром, в списки погибших был занесён под этой фамилией — Тур Иван Иванович. |
| 66 | Тарасюк, Иван Николаевич           | 23 января 1993, Волынская обл., пгт. Олыка. | 20 февраля 2014 | В четверг утром решил повесить государственный флаг на одном из объектов Евромайдана, снайперские пули попали в голову, пробили лёгкие. Скончался на месте. Похоронен в пгт. Олыка. |
| 67 | Полянский, Леонид Петрович         | 24 октября 1975, Жмеринка, Винницкая область. Поляк, железнодорожник. Жил и работал в Киеве, отец двоих детей. | 20 февраля 2014 | Погиб в результате огнестрельного ранения в грудь. Тело нашли в морге на ул. Оранжерейной. |
| 68 | Саенко, Андрей Степанович          | 26 октября 1962, уроженец г. Смела Черкасской области, жил в г. Фастов, Киевской обл. Частный предприниматель, отец двоих детей. Член 7-й сотни Самообороны Майдана. | 20 февраля 2014 | Погиб от пули снайпера в 9:08 утра на пешеходном мостике у отеля «Украина», тело нашли в морге на ул. Оранжерейной. |
| 69 | Котляр, Евгений Николаевич         | 14 апреля 1980, г. Харьков, промышленный альпинист, активист экологической организации «Зелёный фронт». Активный участник акции протеста против вырубки деревьев в парке Горького в Харькове. Состоял в третьей сотне Самообороны.                                                                                | 20 февраля 2014 | Около 11:00 убит во время перестрелки на ул. Институтской, прикрывал щитом и уводил раненых. |
| 70 | Балюк, Александр Александрович     | 19 марта 1974, село Пилиповичи Новоград-Волынского района Житомирской области. Состоял в сотне Виталия Кличко. | 20 февраля 2014 | Убит снайпером на ул. Институтской. По словам очевидцев, будучи тяжело раненым, пытался спасти жизнь другого раненого. |
| 71 | Мельничук, Владимир Валерьевич     | 22 августа 1974, г. Киев. Волонтёр Майдана, без всякой защитной амуниции пришёл к Октябрьскому дворцу. | 20 февраля 2014 | Застрелен снайпером в 16:45 на площадке перед Октябрьским дворцом. |
| 72 | Пехенько, Игорь Александрович      | 17 июля 1970, г. Киев, жил в Вышгороде. Пострадал во время разгона Майдана 30.11.2013 г, но с 17 февраля снова был в эпицентре событий. | 20 февраля 2014 | Погиб возле Дома Профсоюзов от 3 выстрелов снайпера. |
| 73 | Братушка, Алексей Сергеевич        | 10 апреля 1975, г. Сумы, предприниматель. На Майдан приезжал с декабря 2013 года. Последний раз выехал 19 февраля. Остались двое детей, в том числе 8-дневный сын. | 20 февраля 2014 | Погиб на ул. Институтской от пули снайпера, которая пробила и металлический щит, и бронежилет. |
| 74 | Горошишин, Максим Максимович       | 14 апреля 1989, с. Басань Пологовский район Запорожской области, жил в Киеве. Из многодетной семьи. | 20 февраля 2014 | Во время столкновений 19 января отравился газом от брошенной бойцами «Беркута» газовой гранаты, получил воспаление лёгких, которое переросло в тяжелую форму. Скончался в горбольнице № 17. |
| 75 | Городнюк, Иван Владимирович        | 2 июня 1984, г. Березно Ровненской области. Дважды ездил на Евромайдан. | 20 февраля 2014 | Во время столкновений 18 февраля его облили водой из водомёта и сильно избили. Умер дома в результате осложнений, возникших после избиения. |
| 76 | Кипиани, Давид Ильич               | 28 апреля 1965, уроженец Тбилиси, жил в Киеве. Гражданин Грузии, имел годовалого сына. Участник Евромайдана с первых дней, состоял в грузинском взводе 28-й сотни Самообороны. | 21.02.2014      | Обнаружен без сознания в подземном переходе на Крещатике в ночь с 20 на 21 февраля рядом с баррикадой у магазина «ЦУМ». Умер в «скорой помощи» от острой ишемии и недостаточности сердца. В тот вечер Давид надел уже простреленный бронежилет своего друга Гочи Дадивадзе, что вызывало версию о гибели от пулевых ранений. |
| 77 | Цепун, Андрей Михайлович           | 14 октября 1978, с. Кожуховка Васильковского района Киевской области. Казак Самообороны Майдана. | 21.02.2014      | Вечером 20 февраля дежурил на блокпосту Майдана на въезде в Киев со стороны Гостомельской трассы. После завершения дежурства около полуночи пошёл сам домой. Утром его тело нашли на улице Верболозная в Киеве со следами жестокого избиения и черепно-мозговой травмой, несовместимой с жизнью. |

## После 21 февраля
| №  | Фамилия, имя, отчество           | Краткие сведения | Дата смерти     | Обстоятельства смерти |
| -- | -------------------------------- | --- | --------------- | --- |
| 1  | Шеремет, Людмила Александровна   | 12 января 1943, г. Хмельницкий. Пенсионерка. | 22 февраля 2014 | Скончалась в больнице от огнестрельного ранения в голову, полученного в ходе попытки штурма протестующими Управления СБУ в Хмельницкой области 19 февраля. |
| 2  | Ильков, Богдан Иванович          | 3 июля 1962, пгт. Щирец Пустомытовского района Львовской области. Работал машинистом. 4 раза ездил на Евромайдан, в последний раз — с 18 февраля. | 22 февраля 2014 | 20 февраля ранен снайпером двумя выстрелами в живот на ул. Институтской, скончался в горбольнице № 17 Киева. |
| 3  | Подригун, Александр Владимирович | 23 января 1972, с. Залужье Белогорского района Хмельницкой области, жил в Киеве. | 23 февраля 2014 | 21 февраля был сильно избит, найден на ул. Лесной с проломленным черепом, скончался в горбольнице № 17 Киева. |
| 4  | Бачинский, Игорь Владимирович    | 30 ноября 1983, Киев, жил в Боярке Киевской области. Круглый сирота, осталась маленькая дочка. | 25 февраля 2014 | Получил травмы на Майдане, скончался в больнице. В заключении о смерти указана причина некриминального характера. |
| 5  | Костышин, Михаил Иосифович       | 9 апреля 1971, с. Нижний Струтинь Рожнятовского района Ивано-Франковской области. Инвалид, был слеп на один глаз. | 26 февраля 2014 | С 27 января лечился в больнице Львова, где скончался от полученных ранений. |
| 6  | Зубенко, Владислав Витальевич    | 22 апреля 1991, Харьков. Работал на железной дороге. Реконструктор средневековых битв. На Майдан приехал 19 февраля в рыцарских доспехах, записался в сотню Самообороны.                                                                               | 28 февраля 2014 | Был ранен снайпером 20 февраля на Институтской, когда пытался щитом прикрывать товарищей. Умер 28 февраля в реанимации Института сердца. |
| 7  | Мазур, Артём Анатольевич         | 8 июля 1987, Хмельницкий. На Майдане с декабря. Боец 15-й сотни Самообороны. | 3 марта 2014    | Был ранен осколками гранаты во время столкновений в Мариинском парке 18 февраля, избит, получил открытую черепно-мозговую травму. Со дня ранения находился в коме, скончался в больнице «скорой помощи».                                                                                  |
| 8  | Шеремет, Василий Александрович   | 21 марта 1949, с. Ланчин Новодворянского района Ивано-Франковской области, жил в г. Березань Киевской области. На Майдане с декабря. Боец 15-й сотни Самообороны.                                                                                      | 7 марта 2014    | 18 февраля во время столкновений с бойцами «Беркута» получил многочисленные ранения, в результате умер в одной из киевских больниц. |
| 9  | Наконечный, Иван Максимович      | 18 октября 1931, Киев. Офицер ВМС СССР в отставке. После разгона в ноябре 2013 он каждый день присутствовал на Майдане, несмотря на 83-летний возраст. В ответ на уговоры родственников отвечал, что он давал военную присягу — «защищать свой народ». | 7 марта 2014    | Удостоверение защитника Майдана — номер 91587 от 8.01.2014 г. Получил тяжелую травму головы и травму шейного отдела позвоночника на ул. Институтской 19 февраля около 17.00, впал в кому. Умер 7.03.2014 г. в Институте Нейрохирургии после тяжелейшей операции на головном мозге.        |
| 11 | Бура, Ольга Васильевна           | 22 июля 1986, с. Репнев, Бусский район, Львовской области. Жила в с. Журатин Бусского района Львовской области. Инвалид 3-й группы. На Евромайдане с 24 ноября 2013 года.                                                                              | 10 марта 2014   | Умерла в больнице от заражения крови, которое получила, когда подавала брусчатку на строительстве баррикад. Родственникам как причину смерти назвали анафилактический шок. |
| 12 | Аксенин, Василий Степанович      | 4 февраля 1962, с. Литячи Залещицкого района Тернопольской области, жил в Черновцах. Несколько раз ездил на Майдан, в последний — с 19 февраля. | 12 марта 2014   | Был тяжело ранен 20 февраля на ул. Институтской в живот, задета тазобедренная кость. В конце февраля его отвезли в Польшу на лечение. Скончался в больнице г. Жешув от полученных ран. |
| 13 | Гаджа, Пётр Миронович            | 3 июля 1966, г. Рахов Закарпатской области. С декабря на Майдане, в составе восьмой (Афганской) сотни Самообороны. | 12 марта 2014   | 18 февраля во время столкновений под Верховной Радой Украины отравился газом. Был госпитализирован в Киевскую городскую клиническую больницу № 12, где почти месяц лечился от газовых ожогов бронхов и лёгких. 19 марта был выписан из больницы, собирался в санаторий, но 22 марта умер. |
| 14 | Нечипоренко, Анатолий Ильич      | 1 сентября 1941, г. Брусилов Житомирской области, жил в Киеве. Пенсионер, работал охранником. Неоднократно ходил на Майдан. | 12 марта 2014   | 18 февраля 2014 был тяжело травмирован в ходе столкновений на ул. Институтской, получил закрытую черепно-мозговую травму и вдавленный перелом костей черепа. Скончался в реанимации Киевской городской клинической больницы № 17.                                                         |
| 15 | Сидорчук, Юрий Владимирович      | 2 мая 1961, с. Дерно Киверцовского района Волынской области, жил в Киеве. Прапорщик ВС СССР в отставке, предприниматель. 18 февраля пошёл на Майдан.                                                                                                   | 28 июня 2014    | В ночь с 18 на 19 февраля 2014 получил тяжелое огнестрельное ранение в голову. 27 февраля перевезён на лечение в Чехию. Сначала месяц лечился в Праге, впоследствии был перевезен в Оломоуц. Пробыв 130 дней в коме, скончался от остановки сердца.                                       |
| 16 | Гриценко, Александр Петрович     | Киев. | 9 декабря 2014  | На Майдане был тяжело ранен в голову, с 6 марта лечился в Чехии. После третьей операции в апреле впал в кому. |
| 17 | Орленко, Виктор Николаевич       | 8 марта 1961, с. Талалаевка Нежинского района Черниговской области, жил в Киеве. Бывший афганец, железнодорожник по профессии. | 3 июня 2015     | Получил пулевое ранение в голову во время расстрелов на Майдане, когда бросился спасать своего раненого сына. Два месяца находился в коме. Впоследствии был отправлен на реабилитацию в Германию, по возвращении на Украину состояние ухудшилось.                                         |

## Погибшие и умершие сотрудники правоохранительных органов
По данным Министерства внутренних дел Украины, с 18 февраля по 2 марта 2014 года во время исполнения своих служебных обязанностей погибли 20 сотрудников правоохранительных органов. По данным СМИ Украины, 18—20 февраля 2014 года в ходе акций протеста в Киеве были убиты четыре сотрудника милиции и внутренних войск МВД и 1270 ранены, 150 из которых получили огнестрельные ранения. Геннадий Москаль, народный депутат Украины и председатель Временной следственной комиссии Верховной Рады Украины по расследованию событий на Евромайдане, сообщил, что погибшие и раненые сотрудники правоохранительных органов не были признаны потерпевшими, судебно-баллистические и прочие экспертизы не были проведены, а часть пуль, которыми убили милиционеров, забрали родственники.
| №  | Фамилия, имя, отчество          | Краткие сведения | Дата смерти | Обстоятельства смерти |
| -- | ------------------------------- | --- | ----------- | --- |
| 1  | Енджиевский Александр           | 27 лет, старший сержант, сотрудник отдела государственной службы охраны Голосеевского райуправления милиции Киева | 24.01.2014  | Убит неподалёку от общежития «Беркута», где проживал. Ответственность за убийство взяла на себя организация «Украинская повстанческая армия». |
| 2  | Киселевский Александр           | 26 лет, сотрудник УМВД Украины в Херсонской области, капитан милиции | 28.01.2014  | 27 января получил тяжёлые ножевые ранения, нанесенные радикально настроенными молодыми людьми, активными участниками акций протеста |
| 3  | Теплюк Иван Иванович            | 1993 г. р., г. Чернигов, рядовой срочной службы, стрелок 1-й патрульной роты 1-го патрульного батальона внутренних войск МВД Украины, в/ч 3030 (г. Киев) | 18.02.2014  | 18 февраля около 17 часов получил тяжелое огнестрельное ранение в голову, от которого скончался. |
| 4  | Третьяк Максим Леонидович       | 1993 г. р., г. Чернигов, рядовой срочной службы, стрелок 1-й патрульной роты 1-го патрульного батальона ВВ МВД Украины, в/ч 3030 (г. Киев) | 18.02.2014  | 18 февраля около 17 часов получил тяжелое огнестрельное ранение в область шеи во время исполнения служебных обязанностей по охране общественного порядка в Киеве. От полученной раны скончался в машине скорой помощи. |
| 5  | Власенко Дмитрий Александрович  | 1982 г. р., пос. Штеровка, Краснолучского района, Луганской области, старший лейтенант, заместитель командира 3-го батальона специального назначения по воспитательной работе Управления Крымского территориального командования Внутренних войск МВД Украины, в/ч 4125 (полк спецназа ВВ «Тигр») (АР Крым) | 18.02.2014  | Около 21 часов 18 февраля получил огнестрельное ранение, несовместимое с жизнью. |
| 6  | Гончаров Виталий Иванович       | 1989 г. р., г. Чугуев, Харьковской области, старший лейтенант, командир 2-й роты специального назначения 3-го батальона Управления Крымского территориального командования внутренних войск МВД Украины, в/ч 4125 (полк спецназа ВВ «Тигр») (АР Крым)                                                       | 18.02.2014  | Около 21 часов 18 февраля получил огнестрельное ранение в шею, несовместимое с жизнью, во время исполнения служебных обязанностей по охране общественного порядка в Киеве. |
| 7  | Иваненко Алексей Николаевич     | 1977 г. р., прапорщик, кларнетист, музыкант-концертмейстер оркестра управления Восточного территориального командования ВВ МВД Украины, в/ч 3005 (г. Харьков) | 18.02.2014  | Около 22 часов 18 февраля получил огнестрельное ранение, не совместимое с жизнью, во время исполнения служебных обязанностей по охране общественного порядка в Киеве. |
| 8  | Евтушок Владимир Владимирович   | 1971 г. р., старший лейтенант милиции, инспектор ДПС ГАИ ГУМВД Украины (г. Киев) | 19.02.2014  | По данным МВД, около 1 часа ночи 19 февраля, на перекрёстке Героев Севастополя — просп. Отрадный в Киеве сотрудники ГАИ подали сигнал об остановке водителю автомобиля «MITSUBISHI PAJERO», темного цвета. Водитель внедорожника требования правоохранителей проигнорировал, увеличил скорость и продолжил движение в направлении Кольцевой дороги. В ходе преследования правонарушителей водитель автомобиля «MITSUBISHI PAJERO» остановился, из автомобиля вышел неизвестный и открыл огонь из огнестрельного оружия по сотрудникам милиции.   |
| 9  | Савицкий Петр Анатольевич       | 1972 г. р., прапорщик, инспектор ДПС ГАИ ГУМВД Украины (г. Киев) | 19.02.2014  | По данным МВД, около 1 часа ночи 19 февраля, на перекрёстке Героев Севастополя — просп. Отрадный в Киеве сотрудники ГАИ подали сигнал об остановке водителю автомобиля «MITSUBISHI PAJERO», темного цвета. Водитель внедорожника требования правоохранителей проигнорировал, увеличил скорость и продолжил движение в направлении Кольцевой дороги. Во время преследования правонарушителей водитель автомобиля «MITSUBISHI PAJERO» остановился, из автомашины вышел неизвестный и открыл огонь из огнестрельного оружия по сотрудникам милиции. |
| 10 | Булитко Василий Витальевич      | 1986 г. р., село Косачевка, Козелецкого района, Черниговской области, старший сержант милиции, сотрудник оперативной роты полка милиции особого назначения «Беркут» ГУМВД Украины (г. Киев) | 19.02.2014  | 19 февраля получил огнестрельное ранение в голову (по другим данным — смертельный ожог от попадания файера) на улице Институтской в Киеве. Несмотря на усилия врачей, скончался в машине скорой помощи. |
| 11 | Спичак Сергей Сергеевич         | 1979 г. р., прапорщик 3-го патрульного батальона управления Южного территориального командования ВВ МВД Украины, в/ч 3033 (г. Бердянск) | 20.02.2014  | Умер в результате тяжёлого, проникающего огнестрельного ранения (картечью) в область бедра на ул. Институтской в Киеве. |
| 12 | Федюкин Андрей Васильевич       | 1972 г. р., с. Прибрежное, Сакского района, Крым, старший прапорщик милиции, сотрудник батальона милиции особого назначения «Беркут» ГУМВД Украины (АР Крым) | 19.02.2014  | Погиб на Майдане в ночь с 18 на 19 февраля 2014 года от пули, пробившей бронежилет и попавшей в сердце. Посмертно награждён знаком «За службу и храбрость». |
| 13 | Цвигун Сергей Витальевич        | 1990 г. р., старший лейтенант милиции, сотрудник роты милиции особого назначения «Беркут» УМВД Украины (г. Запорожье) | 19.02.2014  | Умер 19 февраля 2014 года в киевской больнице от огнестрельного ранения в шею. |
| 14 | Зубок Владимир Валерьевич       | 1985 г. р., село Родниковка Уманского района Черкасской области, прапорщик милиции, сотрудник роты милиции особого назначения «Беркут» УМВД Украины (г. Чернигов) | 20.02.2014  | Погиб в результате проникающего огнестрельного ранения (пуля пробила бронежилет) в районе Институтской ул. в Киеве. |
| 15 | Кизик Роман Васильевич          | 1978 г. р., старший прапорщик милиции, сотрудник батальона милиции особого назначения «Беркут» УМВД Украины (г. Львов) | 20.02.2014  | Погиб в результате взрыва и последующего пожара на базе львовского «Беркута» на ул. Трускавецкой во Львове. |
| 16 | Мирка Назарий Васильевич        | 1976 г. р., старший сержант милиции, сотрудник батальона милиции особого назначения «Беркут» УМВД Украины (г. Львов) | 20.02.2014  | Погиб в результате взрыва и последующего пожара на базе львовского «Беркута» на ул. Трускавецкой. |
| 17 | Михайлович Сергей Александрович | 1989 г. р., лейтенант милиции, старший инспектор патрульной службы (г. Киев) | 20.02.2014  | Погиб 20 февраля от огнестрельного ранения. |
| 18 | Симисюк Николай Николаевич      | 1986 г. р., старший сержант милиции, сотрудник специальной роты полка милиции особого назначения «Беркут» ГУМВД Украины (г. Киев) | 20.02.2014  | Погиб 20 февраля в 9:05 на ул. Институтской в Киеве после проникающего огнестрельного ранения в голову (под каску, в лоб), практически одновременно другая пуля попала в ногу. |
| 19 | Захарченко Виталий Николаевич   | 1983 г. р., майор, старший помощник начальника оперативного отделения штаба отдельной Слобожанской бригады ВВ МВД Украины (г. Харьков) | 02.03.2014  | Получив 19 февраля тяжёлые огнестрельные ранения в плечо и область живота, умер 2 марта 2014 года в больнице Киева. |

## Память
11 февраля 2015 года Президент Украины Пётр Порошенко подписал Указ № 69/2015 «О почтении подвига участников Революции достоинства и увековечении памяти Героев Небесной Сотни». Документом установлено ежегодно 20 февраля отмечать День Героев Небесной Сотни — «в знак почтения отваги, силы духа и стойкости граждан, которые отдали свою жизнь во время Революции достоинства (ноябрь 2013 года — февраль 2014 года), защищая идеалы демократии, отстаивая права и свободы человека, европейское будущее Украины».
6 октября 2015 года Верховная Рада распространила действие закона «О статусе ветеранов войны, гарантиях их социальной защиты» на семьи лиц, которые погибли или умерли в результате ранений, полученных во время участии в Революции достоинства. 24 ноября парламент принял закон о назначении пенсии в связи с потерей кормильца членам семей лиц, погибших вследствие ранения, увечья, контузии в ходе протестов 2013—2014 года, в декабре документ был подписан президентом Петром Порошенко.
11 сентября 2015 года в Ивано-Франковске открылся музей Небесной сотни. В музее представлены художественные работы, посвященные Майдану, и вещи участников событий, общее число экспонатов составило 600 единиц.

### Названия улиц и площадей
После Евромайдана ряд улиц и площадей переименовали в честь Героев Небесной сотни. Площадь Искусств в Тернополе получила новое название 23 января 2014, на следующий день после первых жертв столкновений — «Площадь Героев Евромайдана». 22 февраля 2014 Днепропетровский городской совет принял решение о переименовании площади Ленина в «Площадь Героев Майдана». 27 февраля 2014 года Театральная площадь в Виннице получила название «Площадь Небесной Сотни». 20 ноября 2015 года Харьковский городской совет принял решение о переименовании площади Руднева в площадь Героев Небесной сотни.
В 2016 году в Софиевской Борщаговке в честь Небесной Сотни назвали новый проспект (Героев Небесной Сотни).

### Памятники
| Фото | Дата установки   | Название / Описание | Авторы                           | Местоположение                                                                 |
| ---- | ---------------- | --- | -------------------------------- | ------------------------------------------------------------------------------ |
| нет  | 3 марта 2014     | Пять гранитных плит размером примерно полтора на полметра. На них выбиты имена погибших, их возраст и родной город. | ?                                | Киев                                                                           |
| нет  | 4 апреля 2014    | Большой валун-монолит с надписью «Небесная сотня». | ?                                | Ужгород                                                                        |
| нет  | 5 апреля 2014    | Двухметровый каменный крест. | ?                                | Холодный Яр                                                                    |
| нет  | 13 апреля 2014   | Каменный постамент с песчаным крестом, на котором слова: «Славним синам України. Небесній сотні. Героям слава!». Ниже вырублен малый герб Украины, лежат автошины, противогаз, каски и щиты.                                                                                      | Н. Телиженко Ю. Олейник          | Село Буда                                                                      |
| нет  | 22 апреля 2014   | Каменная плита с голубями, трезубцем и надписью «Герои не умирают. Вечная память Небесной сотне». | ?                                | Первомайск                                                                     |
| нет  | 25 мая 2014      | Памятник героям «Небесной сотни» открыли в городке Самбор в Львовской области. Его расположили на самой большой площади города. | ?                                | Самбор                                                                         |
|      | 23 августа 2014  | На памятнике изображён борец в виде Михаила Гаврилюка, который схватился с чёрной хищной птицей. Под ними стихи Андрея Нечая. | ?                                | Борисполь                                                                      |
| нет  | 3 сентября 2014  | Каменный крест с надписью «Героям Небесной сотне». | ?                                | Киев, на территории национального педагогического университета им. Драгоманова |
| нет  | 20 сентября      | Гранитный памятник героям Небесной сотни в виде флага Украины. | ?                                | Коростышев                                                                     |
| нет  | 28 ноября 2014   | Стела с изображением погибшего во время расстрела протестующих студента Александра Плеханова. | ?                                | Киев, на территории Национального университета строительства и архитектуры     |
|      | 20 февраля 2015  | Памятник Небесной сотне в Николаеве. Высота памятника — четыре метра. Скульптура символизирует воскресение, а также борьбу и мир. Рядом с памятником расположены информационные стенды с фотографиями погибших героев Небесной сотни и АТО.                                       | Сергей Иванов                    | Николаев                                                                       |
| нет  | 21 сентября 2015 | Памятник Небесной сотне в Чикаго (США). Памятник выполнен в виде креста. | Орест Бараник                    | Чикаго                                                                         |
|      | 14 октября 2016  | Памятник Небесной сотне в Тернополе. Композиция символизирует декоративный вихрь, на котором изображена незащищенная фигура юноши и ангела как символов Небесной Сотни. Высота композиции составляет 9 метров (без постамента), сама фигура — почти 3 метра, выполнена из бронзы. | Роман Вильгушинский, Иван Жовнич | Тернополь                                                                      |

#### Разрушенные памятники
- 4 сентября 2014 года памятник «Небесной сотне» был разрушен неизвестными в посёлке городского типа Коминтерновское Одесской области. В феврале 2015 года на его месте был открыт памятник «Птица свободы», посвящённый Небесной сотне и погибшим украинским военнослужащим в зоне вооружённого конфликта на востоке страны[131].
- 5 октября 2017 года житель Севастополя Юрий Чеканов разрушил памятник «Небесной сотне» в Киеве на улице Институтской[132]. За это он был осужден на 4 месяца ареста. После выхода из СИЗО Чеканов был избит бойцами батальона «Торнадо»[133].

### Орден Героев Небесной сотни
1 июля 2014 года Верховная Рада большинством голосов в память погибших во время «Революции достоинства», учредила «Орден Героев Небесной Сотни». За введение ордена проголосовали 244 депутата (при необходимом минимуме в 226 голосов) из 348 присутствоваших на заседании депутатов, против не проголосовал никто, 104 депутата не приняли участия в голосовании.
Верховная Рада Украины также постановила провести всеукраинский конкурс на лучший эскиз ордена. 3 ноября 2014 года статут и рисунок ордена были утверждены указом президента Украины. 27 ноября 2014 были награждены три человека.

## Галерея

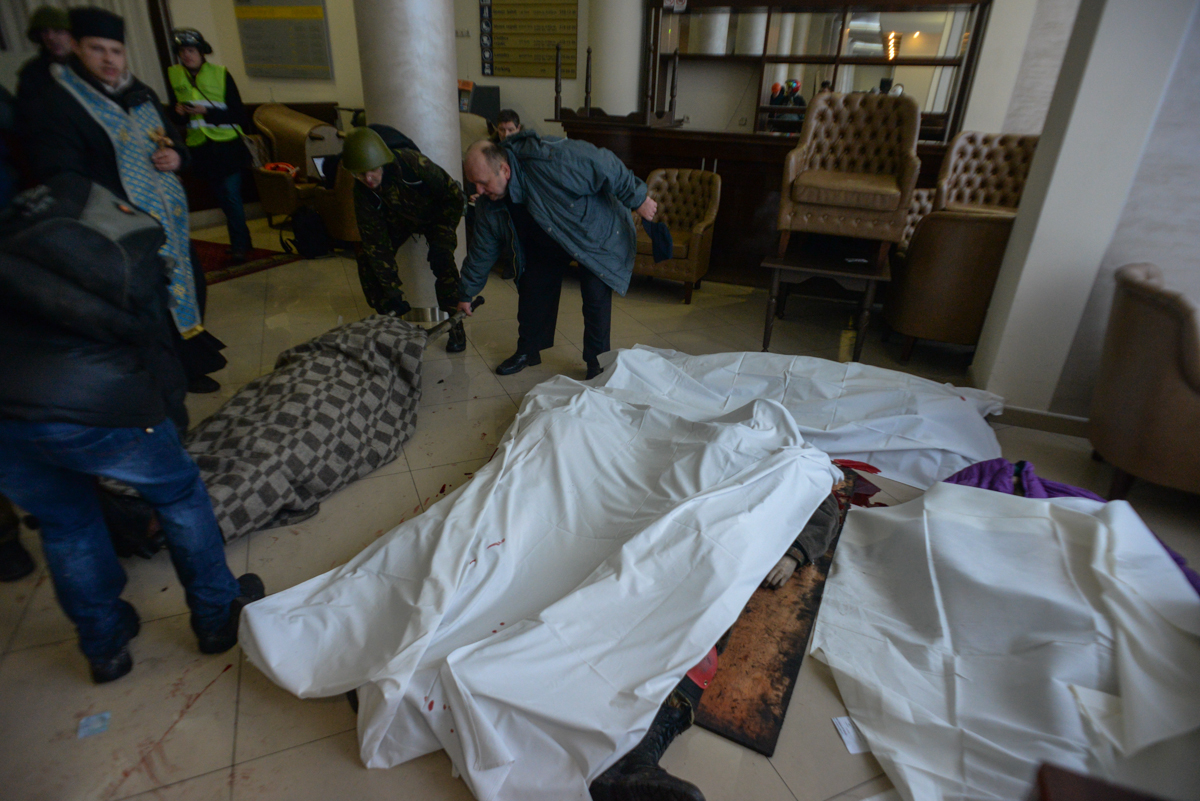
Тела погибших в гостинице «Украина». 20 февраля 2014
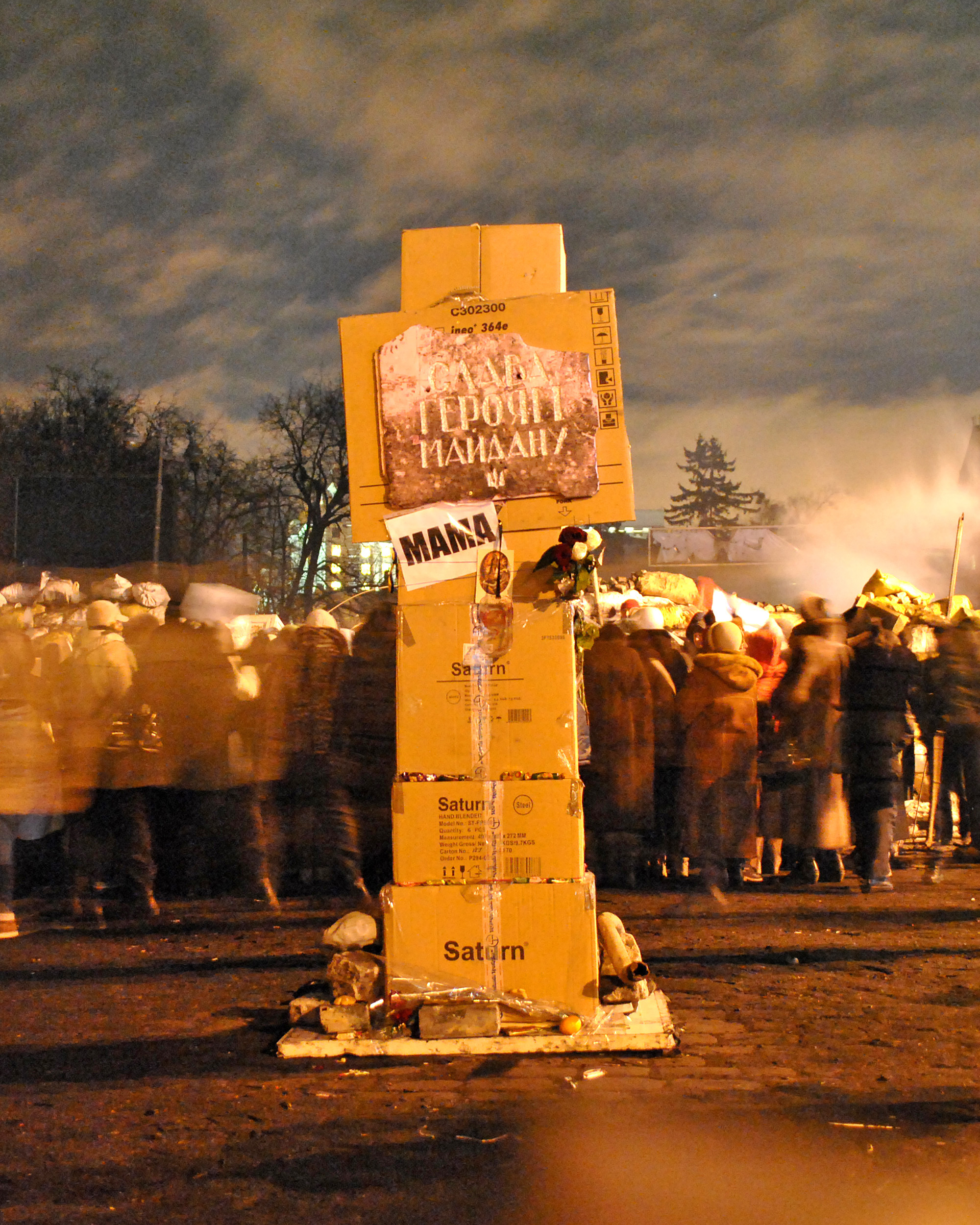
Временный памятный знак «Небесной Сотне»
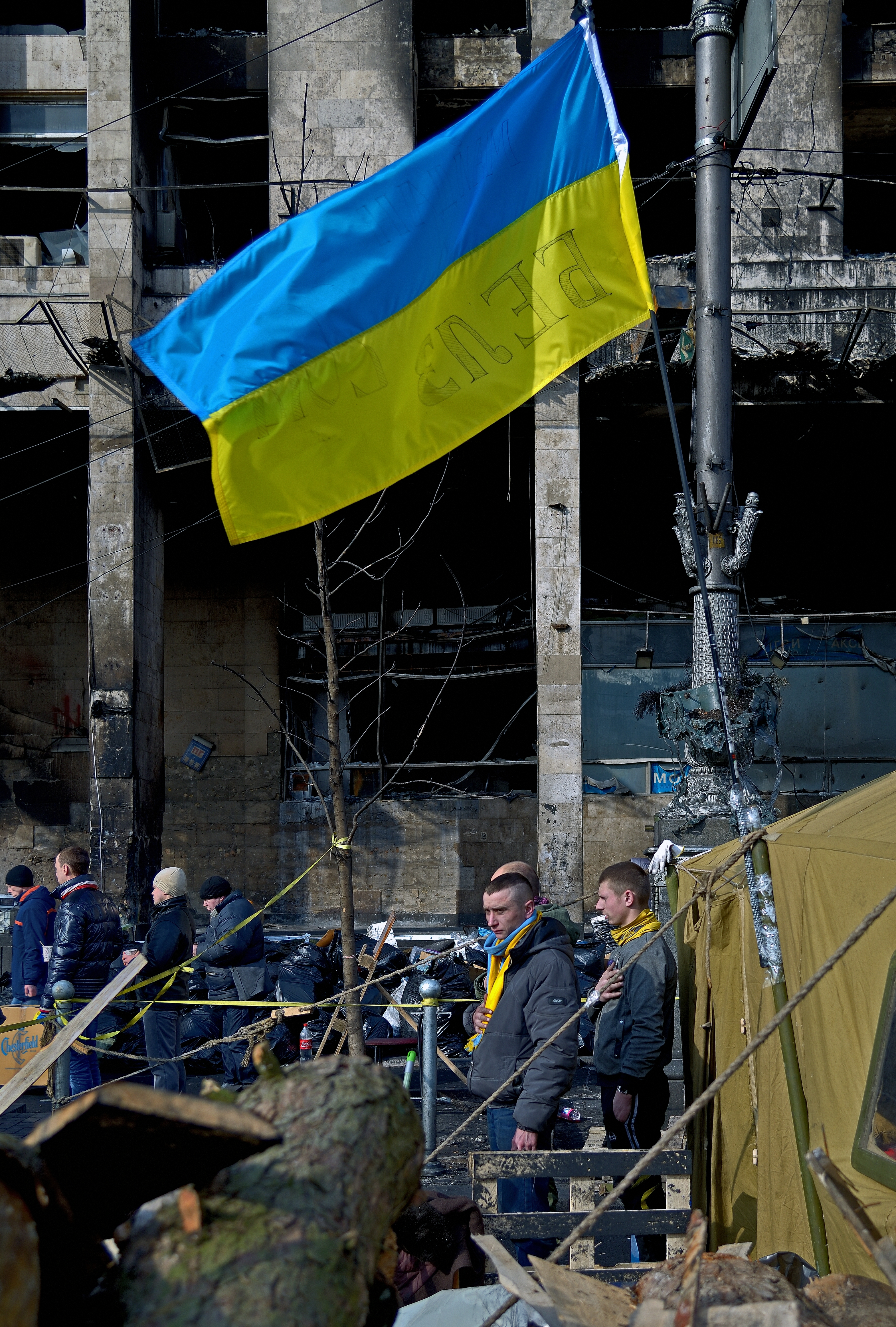
Минута молчания на Евромайдане в память о погибших 20—21 февраля 2014
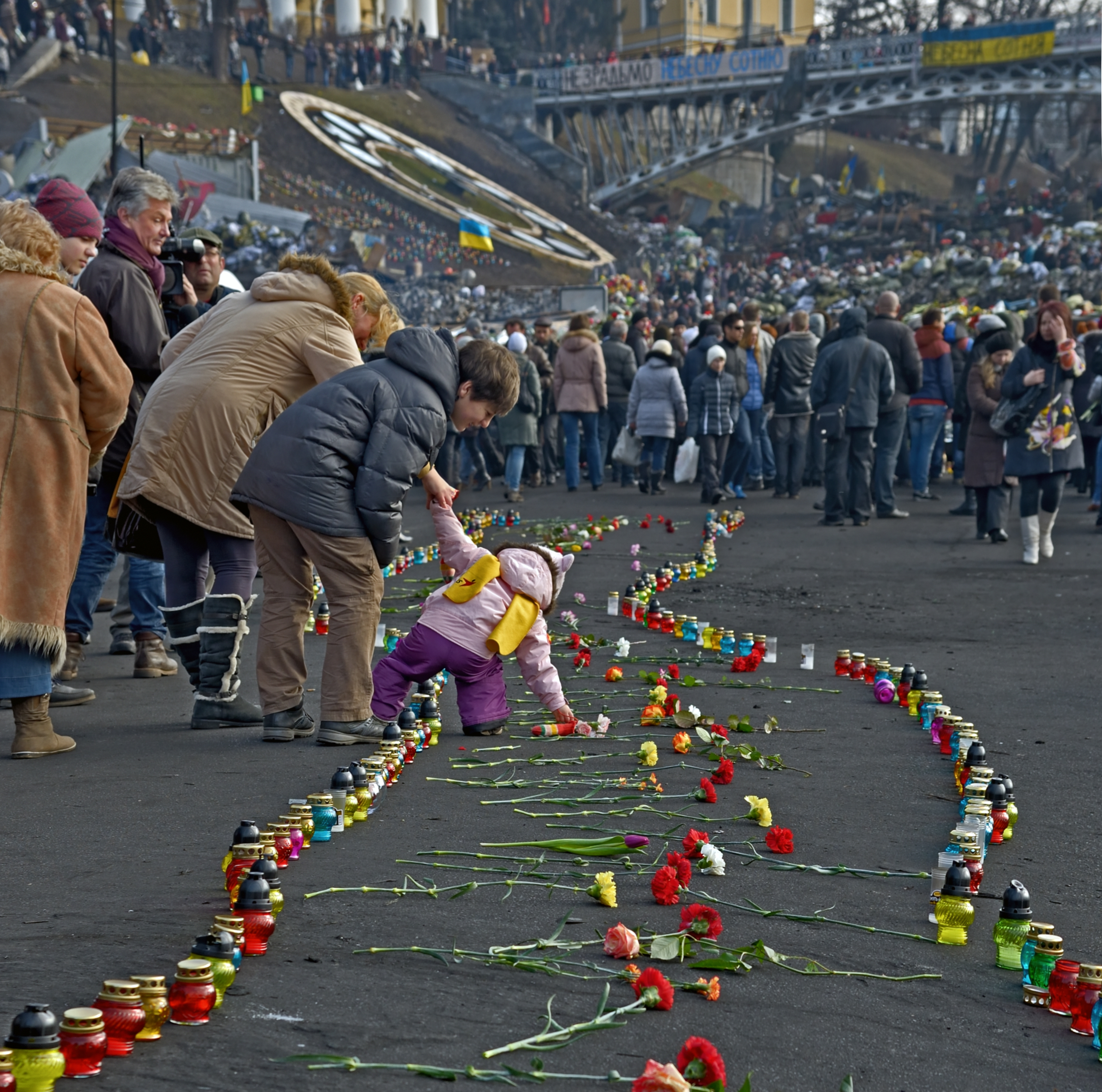
Возложение цветов на Институтской улице
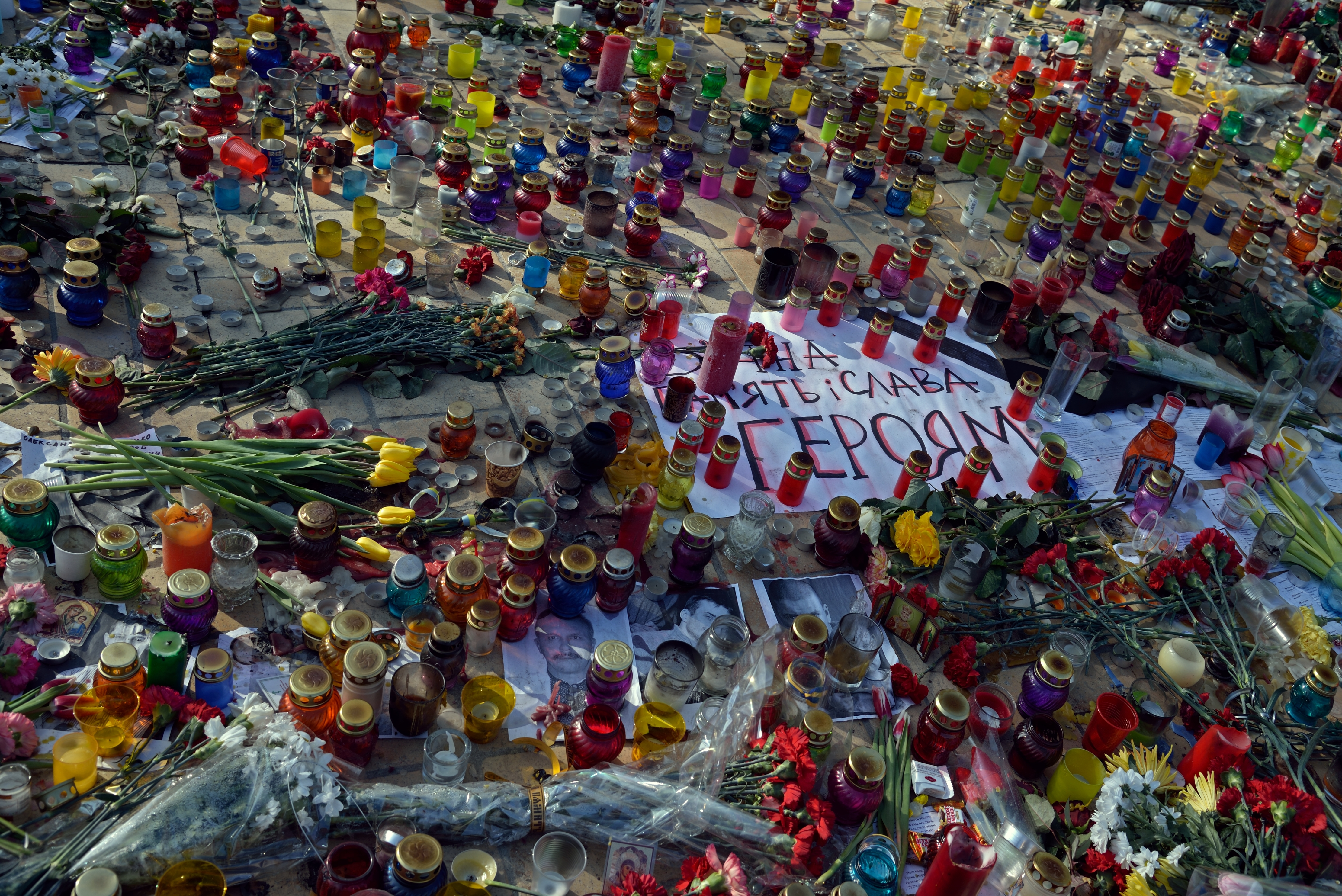
Возложение цветов в память о погибших. Софийская площадь в Киеве
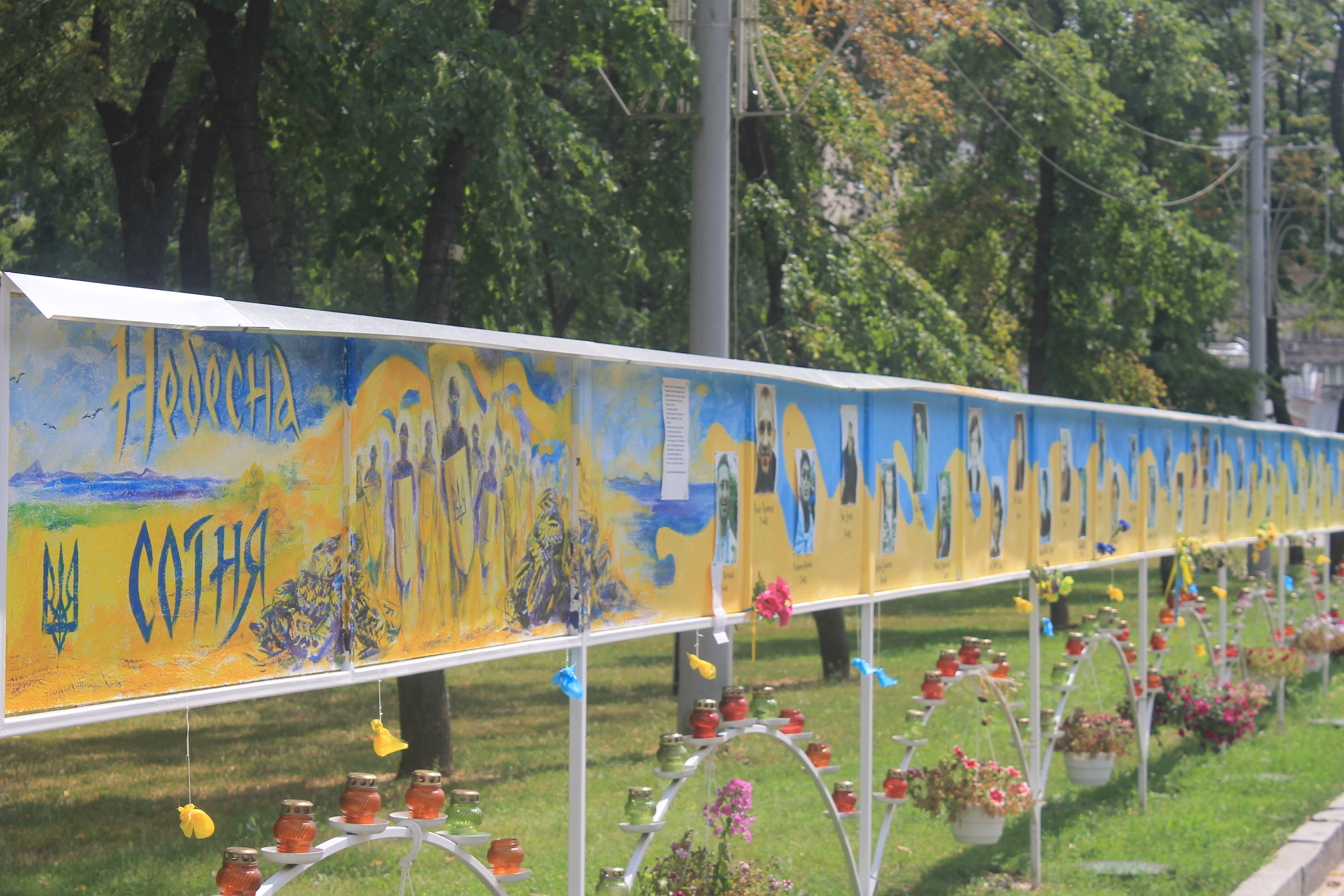
Памятная лента в Днепропетровске
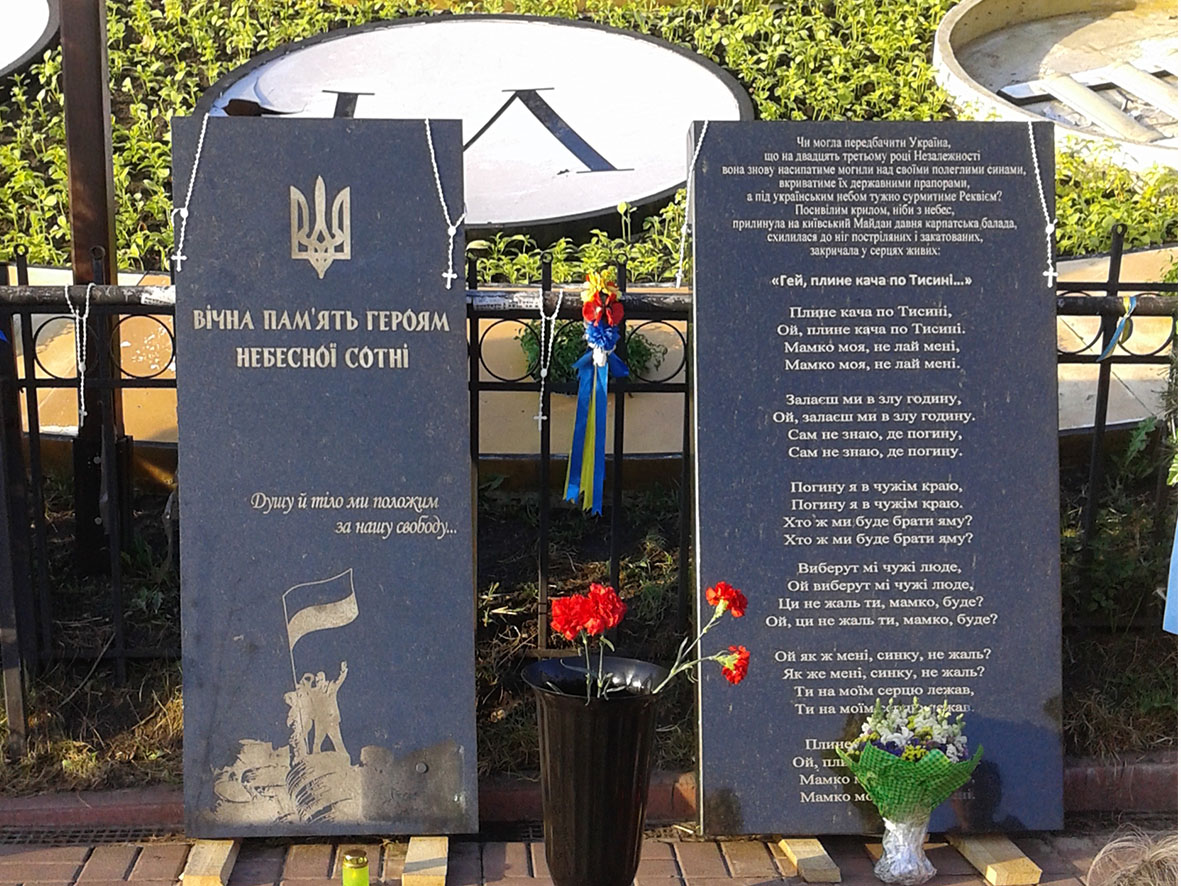
Памятник «Небесной сотне» на улице Институтской в Киеве